# 佩藤花鱂
佩藤花鱂，為輻鰭魚綱鯉齒目鯉齒亞目花鳉科的其中一種，分布於中美洲墨西哥東南部至貝里斯、瓜地馬拉的淡水流域，體長可達8公分，屬雜食性，生活習性不明，可作為觀賞魚。

## 擴展閱讀
維基物種上的相關：佩藤花鱂